# Памятник Мусе Джалилю (Москва)
Памятник Мусе Джалилю, установлен в Москве в начале улицы Мусы Джалиля в районе Зябликово.

## История
Памятник представляет собой скульптурную композицию высотой 4,6 м. Двухметровая фигура поэта воздвигнута на гранитном постаменте с простой надписью «МУСЕ ДЖАЛИЛЮ», за ней находится фрагмент каменной стены, символизирующий фашистские застенки. В руках Муса Джалиль держит тетрадь — это цикл его стихотворений Моабитская тетрадь, написанный в немецком плену, а впоследствии удостоенный Ленинской премии. Местность вокруг памятника была облагорожена — площадь была замощена брусчаткой, рядом была разбита цветочная клумба.
Идея об установке памятника была принята властями Москвы в 2006 г. (Распоряжение Правительства Москвы № 1103-РП «Об установке в Москве памятника поэту Мусе Джалилю» от 20 июня 2006 года). Автором памятника выступил заслуженный художник России Юрий Злотя, который стал победителем конкурса 2007 года на лучший проект памятника Мусе Джалилю. Работы по изготовлению скульптурной композиции финансировались правительством Республики Татарстан, а расходы на установку памятника и благоустройство прилегающей площадки взяли на себя власти Москвы. Памятник предполагалось открыть ещё в 2008 г., но в связи с кризисом открытие затянулось.
Памятник был торжественно открыт 24 августа 2012 года накануне 68-й годовщины со дня смерти Мусы Джалиля. На церемонии открытия присутствовали дочь Мусы Джалиля Чулпан Залилова, премьер-министр Татарстана Ильдар Халиков, заместитель министра культуры Российской Федерации Андрей Бусыгин, а также представители татарской диаспоры в Москве. На церемонии открытия народный артист России Сергей Шакуров продекламировал стихи Мусы Джалиля.
В преддверии празднования 70-летия Победы в Великой Отечественной войне, 25 апреля 2015 года, возле памятника посажены саженцы сирени, рябины и горной сосны.

Памятник Мусе Джалилю при съёмке ночью